# Solomon P. Sharp
Solomon Porcius Sharp, né le 22 août 1787 et décédé le 7 novembre 1825, est un homme politique américain, procureur général de l'État du Kentucky et membre de la Chambre des représentants des États-Unis et de la Chambre des représentants du Kentucky. Son meurtre en 1825 est connu sous le nom de « Affaire Beauchamp-Sharp » ou « Tragédie du Kentucky ».

## Source
- (en) Cet article est partiellement ou en totalité issu de l’article de Wikipédia en anglais intitulé « Solomon P. Sharp » (voir la liste des auteurs).